# Тамбов
Тамбов (рус. Тамбо́в) град је у Русији и административно средиште Тамбовске области. Налази се европском делу Русије, на реци Цна у плодној равници Оке и Дона, око 480 километара југоисточно од Москве. Према попису становништва из 2010. у граду је живело 280.457 становника.

## Становништво
Према прелиминарним подацима са пописа, у граду је 2010. живело 280.457 становника, 13.201 (4,50%) мање него 2002.
| 1939.   | 1959.   | 1970.   | 1979.   | 1989.   | 2002.   | 2010.   |
| ------- | ------- | ------- | ------- | ------- | ------- | ------- |
| 106.221 | 172.171 | 229.791 | 294.881 | 329.589 | 293.658 | 280.161 |